# Universidad Nueva de Lisboa
La Universidade Nova de Lisboa (UNL - Universidad Nueva de Lisboa), popularmente conocida por "a Nova" (La nueva), es una institución de derecho público, creada en 1973, en el marco de una política de expansión y renovación de los estudios universitarios en Portugal. Tiene su sede en Lisboa.
La UNL es una universidad de tipo federal, englobando las siguientes unidades federadas de estudios y de investigación. 
- Facultad de Ciencias y Tecnología;
- Facultad de Ciencias Sociales y Humanas;
- Facultad de Ciencias Médicas;
- Facultad de Economía;
- Facultad de Derecho (FDUNL);
- Instituto Superior de Estadística y Gestión de Información;
- Instituto de Tecnología Química y Biología
- Instituto de Higiene y Medicina Tropical;
- Escola Nacional de Saúde Pública.

El rectorado y varias unidades de la UNL se encuentra instaladas en un campus y otros edificios localizados en los concejos de Lisboa, Almada y Oeiras. El campus del Monte de Caparica, en el concejo de Almada, donde está instalada la facultad de ciencias y tecnología, es uno de los mayores campus de Europa. 